# Olha Charlanová
Olha Hennadijivna Charlanová (* 4. září 1990 Mykolajiv, Sovětský svaz) je ukrajinská sportovní šermířka, která se specializuje na šerm šavlí. Ukrajinu reprezentuje od prvního desetiletí jednadvacátého století. Na olympijských hrách startovala v roce 2008, 2012 a 2016 v soutěži jednotlivkyň a družstev. V soutěži jednotlivkyň získala na olympijských hrách 2012 a 2016 bronzovou olympijskou medaili. Je čtyřnásobnou (2013, 2014, 2017 a 2019) mistryní světa v soutěži jednotlivkyň a šestinásobnou (2009, 2011, 2012, 2013, 2014 a 2019) mistryní Evropy v soutěži jednotlivkyň. S ukrajinským družstvem šavlistek vybojovala na olympijských hrách zlatou (2008) a stříbrnou (2016) olympijskou medaili. V roce 2009 a 2013 vybojovala s družstvem titul mistryň světa v a roce 2009 a 2010 titul mistryň Evropy. Získala zlatou medaili v individuální soutěži na Evropských hrách 2023.
Na světovém šampionátu v Miláně v roce 2023 porazila v prvním kole ruskou šermířku Annu Smirnovovou 15:7. Po zápase odmítla soupeřce podat ruku na protest proti ruské invazi na Ukrajinu a Mezinárodní šermířská federace ji ze soutěže diskvalifikovala. Následovala vlna protestů proti tomuto rozhodnutí, po níž přestalo být na mistrovství podávání rukou povinné. Mezinárodní šermířská federace pak Charlanové dovolila start v soutěži družstev, kde obsadila čtvrté místo. Předseda Mezinárodního olympijského výboru Thomas Bach po incidentu přislíbil, že vyřazení Charlanové z mistrovství světa neovlivní její šance na účast na pařížské olympiádě.
Olha Charlanová se stala první Ukrajinkou, podle níž byla vyrobena panenka Barbie. V roce 2023 nechala tuto panenku vydražit na eBay a výtěžek věnovala na léčbu raněných ukrajinských vojáků.

## Vyznamenání
- Řád kněžny Olgy I. třídy (Ukrajina, 7. března 2018) – za zvláštní přínos k sociálně-ekonomickému, vědeckému, technickému, kulturnímu a vzdělávacímu rozvoji ukrajinského státu, příkladné plnění povinností a mnoho let usilovné práce[4]
- Řád kněžny Olgy II. třídy (Ukrajina, 4. října 2016) – za dosažení vysokých sportovních výsledků na XXX. Letních olympijských hrách v Brazílii, za projevení odhodlání a vůle vyhrát[5]
- Řád kněžny Olgy III. třídy (Ukrajina, 4. března 2016) – za zvláštní přínos k sociálně-ekonomickému, vědeckému, technickému, kulturnímu a vzdělávacímu rozvoji ukrajinského státu, příkladné plnění povinností a mnoho let usilovné práce[6]
- Řád za zásluhy I. třídy (Ukrajina, 25. července 2013) – za dosažení vysokých sportovních výsledků na 27. světových univerzitních letních hrách v Kazani, za nesobeckost a vůli k vítězství a za zvyšování mezinárodní prestiže Ukrajiny[7]
- Řád za zásluhy II. třídy (Ukrajina, 15. srpna 2012) – za dosažení vysokých sportovních výsledků na XXX. Letních olympijských hrách v Londýně, projevení odhodlání a vůle k vítězství a za zvýšení mezinárodní prestiže Ukrajiny[8]
- Řád za zásluhy III. třídy (Ukrajina, 4. září 2008) – za dosažení vysokých sportovních výsledků na XXIX. Letních olympijských hrách v Pekingu, za odvahu, odhodlání a vůli k vítězství a za zvýšení mezinárodní prestiže Ukrajiny[9]